# Mladinski pihalni orkester Piran
Mladinski pihalni orkester Piran je ljubiteljski pihalni orkester iz Pirana.
Ustanovljen je bil leta 1981.
Vodi ga dirigent Iztok Babnik.

## O orkestru
Godbeniška tradicija v Piranu je dolga, saj je že leta 1851 advokat Giuseppe Ventrella ustanovil orkester, ki je obsegal zbor in godbo s fanfarami (italijansko Coro, orchestra e banda con fanfare).
Na to tradicijo se naslanja današnji pihalni orkester.
Orkester je sprva deloval kot sekcija Kulturno-umetniškega društva Karol Pahor Piran, maja 1997 pa se je registriral kot samostojno društvo.
Orkester prireja tradicionalne majske koncerte v Avditoriju Portorož, med stalnimi izzivi so nedvomno pomlajanje orkestrske zasedbe, približevanje glasbe mlajšim generacijam, doseganje novih uspehov na nastopih, tekmovanjih in koncertih.
Pri delu orkestra sodelujejo tudi profesorji Glasbene šole Piran.

## Dirigenti orkestra
- Umberto Radojkovič (1981–1992)[2]
- Benjamin Makovec (1993–2009)
- Iztok Babnik (2009–danes)

## Dosežki in priznanja
- 1987 Dunaj: Svetovno tekmovanje mladih glasbenikov "Dunaj 87", 3. nagrada[1]
- 1988: Tekmovanje pihalnih orkestrov Slovenije, zlata plaketa s posebno pohvalo (III. težavnostna stopnja)[1]
- 1989: Tekmovanje pihalnih orkestrov Slovenije, zlata plaketa s posebno pohvalo  (II. težavnostna stopnja)
- 1990: Tekmovanje pihalnih orkestrov Slovenije, zlata plaketa (I. težavnostna stopnja)
- 1991: Tekmovanje pihalnih orkestrov Slovenije, srebrna plaketa (za 2. mesto v umetniški težavnostni stopnji)
- 1992 Dunaj: Svetovno tekmovanju mladih glasbenikov "Dunaj 92", 2. nagrada[3]
- 1995 Maribor: Tekmovanje pihalnih orkestrov Slovenije, zlata plaketa (umetniška težavnostna stopnja)
- 1995 Ostrava (Češka): Mednarodno tekmovanje pihalnih orkestrov, zlata plaketa (za doseženo prvo mesto)
- 1999 Ostrava (Češka): Mednarodno tekmovanje pihalnih orkestrov, srebrna plaketa
- 2001 Ostrava (Češka): Mednarodno tekmovanje pihalnih orkestrov, srebrna plaketa
- 2002 Piran: zlati grb občine Piran (ob 150-letnici uspešnega delovanja, za ohranjanje tradicije in dosežene uspehe na številnih gostovanjih doma in v tujini)[4]
- 2002 JSKD: Gallusova listina[1]
- 2003 Trbovlje: 23. tekmovanje slovenskih godb, zlata plaketa (koncertna težavnostna stopnja)[1]
- 2011 Piran: plaketa občine Piran

## Diskografija
- Mladinski pihalni orkester Piran – Filmska glasba: v živo / dal vivo / live, dirigent Benjamin Makovec (COBISS) (CD, ZKD Karol Pahor, 2007)